# Vangelo di Marcione
Il Vangelo di Marcione o Vangelo del Signore era un vangelo utilizzato dal predicatore Marcione (II secolo). Di esso rimangono cinque degli originali ventuno capitoli, citati da Tertulliano (autore di un'opera volta a confutare Marcione, Adversus Marcionem) ed Epifanio di Salamina.
Secondo la maggioranza degli studiosi, si tratta di una rielaborazione del Vangelo secondo Luca dal quale Marcione aveva rimosso tutte le parti non compatibili col proprio insegnamento e che riteneva fossero interpolazioni successive.
L'importanza di tale vangelo deriva dal fatto che Marcione lo incluse nella propria collezione di opere "ispirate", il primo canone biblico del Nuovo Testamento.

## Contenuto
La ricostruzione di August Hahn prevedeva l'inclusione nel Vangelo di Marcione dei seguenti brani del Vangelo secondo Luca:
- 3,1[3]/4,31-37[4], 4,16-30[5], 4,40-44[6]
- 5,1-38[7]
- 6,1-49[8]
- 7,1-50[9]
- 8,1-10[10], 8,16-18[11], 8,20-56[12]
- 9,1-62[13]
- 10,1-42[14]
- 11,1-29[15], 11,33-54[16]
- 12,1-59[17]
- 13,10-33[18]
- 14,25-33[19]
- 15,1-10[20]
- 16,1-31[21]
- 17,1-37[22]
- 18,1-30[23], 18,35-43[24]
- 19,11-48[25]
- 20,1-8[26], 20,19-47[27]
- 21,1-38[28]
- 22,1-29[29], 22,31-34[30], 22,39-71[31]
- 23,1-56[32]
- 24,1-47[33]

Una ricostruzione che tiene conto degli studi più recenti, è opera di Dieter T. Roth.

## Edizioni italiane
- Pierangelo Gramaglia, Marcione e il Vangelo (di Luca). Un confronto con Matthias Klinghardt, Accademia University Press, 2017, ISBN 978-88-999-8236-2.
- Vangelo di Marcione, A cura di Claudio Gianotto e Andrea Nicolotti, Collana NUE, Torino, Einaudi, 2019, ISBN 978-88-062-3141-5.